# Мерцедес-Бенц ГЛА-класа
Мерцедес-Бенц ГЛА-класе је луксузни компактни кросовер који производи немачка фабрика аутомобила Мерцедес-Бенц. Производи се од 2013. године.

## Историјат
Као концептно возило појавио се априла 2013. године на салону аутомобила у Шангају, а званично на салону у Франкфурту септембра исте године. Назив ГЛА је осмишљен у складу са ревидираном Мерцедесовом номенклатуром теренских возила. Према номенклатури сви Мерцедесови теренци имају ознаку ГЛ, а најмањи кросовер има ознаку А као еквивалент А класи. Главни конкуренти су му BMW X1, Ауди Q3 и Волво XC40. Позициониран је испод већег теренца ГЛК класе, односно ГЛЦ класе кад је преименован 2015. године.
Доступан је у две стилске варијанте, у зависности од пакета опреме. Прва верзија има једноставније решен предњи браник са великим бочним отворима за ваздух, док друга има наглашенију предњу маску, другачији предњи браник и више заштитних додатака на доњем делу аута. Коефицијент отпора ваздуха је 0,29. Пртљажник има запремину од 421 l, а преклапањем задњих седишта двоструко више. Путници на задњој клупи могу подешавати нагиб наслона, где може доћи до повећања пртљажника на 481 l, без обарања седишта. За вожњу изван пута на располагању је DSR систем – Downhill Speed Regulation. Унутрашњост возила је пресликана са А класе.
Године 2014, на Euro NCAP тестовима судара, добио је максималних пет звездица за безбедност. Возило високих перформанси GLA 45 AMG представљен је на салону аутомобила у Детроиту јануара 2014. године.
ГЛА класа дели платформу са А и Б класом, са сличним распоном бензинских и дизел мотора. Од погонских јединица, уграђују се бензински мотори од 1.6 (122 и 156 КС), 2.0 (211 и 360 КС) и дизел мотори од 1.5 (109 КС) и 2.1 (136 и 170 КС).

## Галерија
- спреда
- позади
- унутрашњост